# Последнее испытание (фильм)
«После́днее испыта́ние» (рабочее название — «Учи́лка. Испытание») — российский остросюжетный драматический художественный фильм режиссёра Алексея Петрухина. Является сиквелом драмы «Училка», снятой Петрухиным в 2015 году.
Режиссёр и продюсер картины Алексей Петрухин поднимает в кино тему терроризма, у которого, по мнению режиссёра, нет лица, нет национальности, нет религии.
В центре сюжета — захват заложников на премьере мюзикла. Прямых аналогий с событиями на Дубровке в фильме нет, все названия изменены, но сценарий основан на реальных событиях.
Премьера картины переносилась 4 раза подряд: фильм должен был выйти в российский прокат 18 октября 2018 года, но дату по неизвестным причинам перенесли сначала на 29 ноября 2018 года, затем на 7 февраля 2019 года, а позже на 4 апреля 2019 года.
Фильм вышел в российский прокат 29 августа 2019 года.

## Сюжет
Основное действие фильма разворачивается в Доме культуры «Мир», где должна пройти премьера мюзикла «Ромео и Джульетта». Но приятный вечер оборачивается для героев настоящей трагедией. Зрители шли на весёлый и яркий праздник, а оказались в заложниках у чеченских террористов. Обычная учительница истории Алла Николаевна решает сама вести диалог с преступниками.

## В ролях

### Взрослые
| Актёр              | Роль                                                     |
| ------------------ | -------------------------------------------------------- |
| Ирина Купченко     | учитель истории Алла Николаевна                          |
| Ирина Алфёрова     | учитель литературы Наталья Ивановна                      |
| Анна Чурина        | директор школы Агнесса Андреевна Веверова                |
| Олег Тактаров      | переговорщик                                             |
| Андрей Мерзликин   | полковник спецназа Кадышев бывший ученик Аллы Николаевны |
| Михаил Евланов     | Денис                                                    |
| Игорь Жижикин      | спецназовец Голышев                                      |
| Дмитрий Шевченко   | полковник                                                |
| Эдуард Флёров      | командир отряда ФСБ                                      |
| Елена Захарова     | мать Лена                                                |
| Иван Кокорин       | отец Саша                                                |
| Беслан Терекбаев   | Азамат                                                   |
| Себастьян Сисак    | Эль-Сейфи                                                |
| Алиса Гребенщикова | корреспондент Ася                                        |

### Старшеклассники
| Актёр                 | Роль                      |
| --------------------- | ------------------------- |
| Руслан Калимуллин     | Шило (Шиловский)          |
| Артемий Соколов       | Жаба (Артём Журбин)       |
| Марк Тюриков          | Чума (Петров)             |
| Алексей Лукин         | Гуся (Гусько)             |
| Екатерина Шмакова     | Зубрила (Юлиана Ракитина) |
| Валентин Садики       | Мачо                      |
| Анастасия Пономарёва  | Птаха                     |
| Валентина Ельшанская  | Готка старшая             |
| Анжелика Легостаева   | Зая                       |
| Дарья Дубникова       | Милка                     |
| Василиса Елпатьевская | Оксана Шевченко           |
| Софья Маркина         | Масяня                    |
| Сергей Фролов         | Малик                     |
| Акмал Аблаев          | Надир                     |
| Елизавета Бойко       | Панда                     |
| Яков Левда            | Васнецов                  |
| Марта Дроздова        | Снежана                   |
| Вера Тер-Габриэлян    | Тамара                    |
| Олег Хазов            | Лёлик                     |
| Александр Люман       | Качок                     |
| Дарья Анишина         | Готка младшая             |
| Павел Грязнов         | Батончик                  |

## Производство
Съёмки фильма стартовали 20 октября 2017 года в городе Мытищи Московской области.
В качестве захваченного здания использовался мытищинский Дворец культуры «Яуза». Участие в съёмках принимали сотрудники правоохранительных органов, применялись звуковые и световые эффекты, а также специализированная техника. Также часть съёмок проходила в московском кинотеатре «Волгоград».
В массовых сценах захвата зала террористами приняло участие 750 человек. Среди них были и реальные пострадавшие от захвата Театрального центра на Дубровке в октябре 2002 года. Психологи посоветовали им преодолеть страхи прошлого на съёмках фильма с похожей трагической обстановкой.
Цвета декораций фильма — красный и синий — были выбраны не случайно. Через весь фильм красной нитью проходит тема противоборства двух сторон. Здесь прячется столкновение не только главных героев, но и конфликт мирового масштаба.
13 января 2018 года в сети появился первый официальный тизер.
20 ноября 2018 года в московском кинотеатре «Каро 11 Октябрь» состоялась светская премьера фильма.
11 апреля 2019 года состоялась премьера официального трейлера.